# ヴォルフガング・ヒルデスハイマー
ヴォルフガング・ヒルデスハイマー（Wolfgang Hildesheimer, 1916年12月9日　ハンブルク - 1991年8月21日）は、ドイツ語作家。

## 生涯
両親の移住していたパレスチナで大工職を学んだ後、ロンドンで絵画・舞台建築を学ぶ。第二次大戦中はパレスチナで、イギリス軍の将校となる。ニュルンベルク裁判においては翻訳者・書記をつとめる。その後、47年グループの一員となる。

## 作品
- 1952 Lieblose Legenden, Erzählungen （短編集）
- 1953 Das Paradies der falschen Vögel 
  - 「詐欺師の楽園」小島衛訳、新版・白水Uブックス, 2021
- 1954 Das Märchen von Prinzessin Turandot (The Fairy Tale of Princess Turnandot) （ラジオ演劇）
- 1960 Herrn Walsers Raben (Mr. Walser's) （ラジオ演劇）
- 1962 Vergebliche Aufzeichnungen
- 1965 Tynset （小説）
  - 「眠られぬ夜の旅 テュンセット」柏原兵三訳、筑摩書房, 1969
- 1973 Masante （小説）
- 1977 モーツァルト Mozart （評論）
  - 「モーツァルトは誰だったのか」白水社, 新版1985
- 1981 Marbot （フィクションの評論）
  - 「マルボー ある伝記」青地伯水訳、松籟社, 2014
- 1983 Mitteilungen an Max (Uber den Stand der Dinge und anderes)
- Pastorale oder Die Zeit für Kakao, a theatre piece.
- Der Drachenthron, a comedy in three acts
- Das Opfer Helena, a comedy in two parts
- Die Verspätung, a work in two parts

## 賞
- Hörspielpreis der Kriegsblinden (a radio play prize for Princess Turnandot) 1955年
- ゲオルク・ビューヒナー賞 1966年